# Koroški krapi
Koroški krapi (nemško Kärntner Nudel) so tanko razvaljane testenine, ki se oblikujejo v žepek do velikosti pesti in napolni z različnimi sestavinami.

## Različice
Koroški krapi so na voljo z različnimi nadevi, od slanih do sladkih, začenši z „Kasnudel“ (z nadevom iz skute in krompirja ali s skuto in kruhovimi kockami, začinjenimi z meto in/ali pravo krebuljnico), z mesnim nadevom, s krompirjevim nadevom in z nadevom iz jurčkov do sladkih jabolčnih (jabolčno-cimetov nadev) in hruškinih (suhe hruške s skuto).
Meta, ki se uporablja za klasični nadev "Kasnudel" je vrste Mentha gentilis (rjava meta ali meta za testenine), hibrid med mente arvensis in mente spicata, ki se praktično uporablja le kot gojena rastlina.

## Tradicija
Značilna značilnost teh tradicionalnih testenin je "naguban" rob. S stiskanjem robov testa skupaj na nazobčan način je opisano kot mečkanje. Na Koroškem pregovor »dekle, ki ne zna pripravljati krapov, ne bo dobilo moža« (A Dirndle, dås nit krendeln kån, kriegt kan Månn) kaže na pomen, ki so ga v preteklosti pripisovali lepo nagubanemu robu. Tradicionalni način priprave velja za delovno intenzivnega.

## Distribucija
Koroški krapi so bili večinoma postreženi ob petkih, ki so v katoliški tradiciji brezmesni dan v tednu. 
Danes so koroški krapi na voljo v gospodinjstvih in gostinstvu, pogosto v obliki industrijsko proizvedene ohlajene hrane.

## Zgodba
Najstarejši znani pisni je iz leta 1753 iz Špitala ob Dravi, vendar to ne potrjuje domneve, da je izvor koroških krapov iz Zgornje Koroške. Vendar pa strokovnjak iz Koroškega deželnega arhiva meni, da to dokazuje, da mora biti Zgornja Koroška izvor koroških krapov. Tudi osebni tajnik videmskih vikarjev oglejskega patriarha Paolo Santonino je že leta 1485 na svojem prvem potovanju po Zgornji Koroški (potovalni dnevnik) poročal o »delih polnjeninh testenin« v tej regiji.

## Podobne testenine
Koroškim krapom so podobni manjši koroški Schlickkrapfen, običajno polnjen z mesom, in tirolski Schlutzkrapfen. Po velikosti, obliki in raznolikosti nadevov so podobni poljskim "Pierogi ruskie" ali "Piroschki" iz Galicije ali Wareniki v Rusiji in Ukrajini. Podobne recepte za pripravo polnjenih testenin najdemo tudi v drugih delih Evrope in tudi v Aziji, na primer na severu Kitajske.